# Gosbank
El Gosbank (en ruso: Госбанк, Государственный банк СССР, Gosudarstvenny bank SSSR) era el banco central de la Unión Soviética y la única entidad bancaria del país entre los años 30 y 1987. El Gosbank era una de las tres autoridades económicas de la URSS, junto al Gosplán (Comité Estatal de Planificación) y el Gossnab (Comité Estatal de Abastecimiento Material y Técnico). 
El Gosbank actuaba como un instrumento de la política económica del Gobierno. Distribuía créditos a individuos, grupos e industrias, como parte de la planificación económica. El Estado soviético también usaba el Gosbank para mantener el control centralizado sobre la industria, usando los balances y transacciones bancarias para equilibrar las actividades de las empresas con los planes y directivas marcadas. 
Poco antes de la caída de la Unión Soviética, como parte de la Perestroika de Mijaíl Gorbachov, fueron formados otros bancos como el Promstrybank (Banco de la Construcción Industrial), Zhilstoybank (Banco de la Construcción Residencial), Agrobank (Banco de la Agricultura), Vneshekonombank (Banco de Comercio Exterior) y Sberbank (Caja de Ahorros). El Sberbank continúa actualmente como uno de los mayores bancos de Rusia, reteniendo la mayor parte del personal del Gosbank y los negocios bancarios del Gobierno. 